# Тактовий розмір

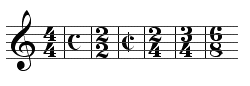
основні музичні розміри

Музи́чний ро́змір — дріб, що позначує ритмічну впорядкованість та величину такту в музиці. Верхня цифра (чисельник) вказує кількість, а нижня (знаменник) — тривалість долей, що складають такт. Окрім того існує розмір, що позначається літерою  (ціла нота, рахується, як 4/4, тобто на 4) та  (ціла навпіл, рахується як 2/2, тобто на 2).
Розмір виставляється на початку твору, як правило на кожному нотному рядку окремо (в нотах другої половини 20-го століття іноді між нотними рядками, або зверху партитури) після ключових знаків (якщо такі є) і зберігає своє значення до кінця твору, або до зміни розміру. В разі зміни розміру в середині твору, новий розмір ставлять на початку такту, починаючи з якого встановлюється новий розмір.
Розрізняють прості та складні музичні розміри.
- Такт з простим розміром, (або простий такт) містить одну сильну і решту слабких долей. Залежно від кількості долей розрізняють
  - (дводольний), напр. 2/4, містить сильну та слабку долю та
  - (тридольний) напр. 3/4, містить сильну та дві слабких долі, наприклад:

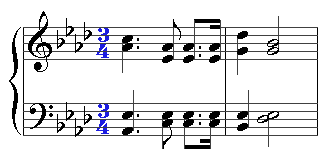
Бетховен, Соната № 31 для фортепіано. Позначення розміру виділено синім кольором

- Такти із складним розміром (або складний такт) містить кілька наголосів, перший з яких — найсильніший. Перша доля складного такту називається сильною, решта наголошених долей — відносно-сильними.

Таким чином складний такт можна розглядати, як такт, складений із кількох простих тактів. Залежно від кількості простих тактів, що входять до складного такту, розрізняють
- - двоскладові (два простих такти, напр. {\displaystyle 6/8=3/8+3/8}),
  - трискладові (три простих такти, напр. {\displaystyle 9/8=3/8+3/8+3/8})
  - чотирискладові (чотири простих такти, напр. {\displaystyle 12/8=3/8+3/8+3/8+3/8}).

У випадку додавання один до одного двох або більше неоднорідних розмірів утворюються такти з мішаним розміром, наприклад {\displaystyle 5/4=2/4+3/4} або {\displaystyle 3/4+2/4} , наприклад:

Д. Брубек «Take Five» - Послухати

Зустрічаються і складніші мішані розміри, як 8/2, 8/4, 5/4, 8/16 з таким групуванням: 2+3+3, або 3+3+2, або 3+2+3; нарешті, 9/2, 9/4, 9/8, 9/16 з групуванням: 3+2+2+2, або 2+3+2+2 і т. д.
В деяких творах використовують розмір, що постійно змінюється. Такий розмір називають змінним розміром. Змінні розміри особливо характерні, наприклад, для творчості І. Стравінського:
Слід також зазначити, що математичне правило скорочення дробів для музичних розмірів не може бути застосованим. Так наприклад 3/2 та 6/4 є абсолютно різними розмірами, оскільки перший групується, як 2/4 + 2/4 + 2/4 і відносно-сильними є третя та п'ята четвертні, а другий — як 3/4 + 3/4 і має відносно сильну четверту четвертну.
| Розміри        | Розміри  | Розміри  | Розміри    | Розміри    | Розміри    | Розміри | Розміри | Розміри | Розміри |
| ×              | Прості   | Прості   | Складні    | Складні    | Складні    | Складні | Складні | Складні | Складні |
| ×              | 2-дольні | 3-дольні | 2-складові | 3-складові | 4-складові | Мішані  | Мішані  | Мішані  | Мішані  |
| -------------- | -------- | -------- | ---------- | ---------- | ---------- | ------- | ------- | ------- | ------- |
| Половинні      | 2/2      | 3/2      | 4/2 6/2    | (9/2)      | (12/2)     | 5/2     | (7/2)   | (10/2)  | (11/2)  |
| Четвертні      | 2/4      | 3/4      | 4/4 6/4    | 9/4        | 12/4       | 5/4     | 7/4     | (10/4)  | (11/4)  |
| Вісімкові      | (2/8)    | 3/8      | 4/8 6/8    | 9/8        | 12/8       | 5/8     | 7/8     | (10/8)  | (11/8)  |
| Шістнадцяткові | (2/16)   | 3/16     | 4/16 6/16  | 9/16       | 12/16      | 5/16    | 7/16    | (10/16) | (11/16) |